# Leza
Leza – gmina w Hiszpanii, w prowincji Araba, w Kraju Basków, o powierzchni 9,92 km². W 2011 roku gmina liczyła 218 mieszkańców.